# Scheloribates femoralis
Scheloribates femoralis är en kvalsterart som först beskrevs av Hercule Nicolet 1855.  Scheloribates femoralis ingår i släktet Scheloribates och familjen Scheloribatidae. Inga underarter finns listade i Catalogue of Life.